# 金泉尚武足球俱樂部
金泉尚武足球俱樂部（英語：Gimcheon Sangmu FC）是韩国足球俱乐部，隸屬於大韓民國國軍體育部隊，位于庆尚北道金泉市。

## 历史
尚武足球俱乐部创建于1984年1月11日。
1985年加入K联赛，但是一个赛季后随即退出了联赛。随后球队将主场设在了光州，俱乐部在2003赛季重新加入K联赛。
尚武的全体球员都是由参加韩国两年义务兵役的青年职业足球运动员所组成的。每赛季约15位球员加盟球队，两年义务兵役后球员各自回其原先的职业俱乐部。也正是由于球队的军队特征，俱乐部不允许签外援，使與亞洲足總政策有所抵觸而无权参加亚足联俱乐部赛事。
在预备队方面，尚武B队在2003至05赛季期间是韩国全国足球联赛（K2联赛）球队，最后加入K联赛预备队联赛。球队在2003年取得K2联赛亚军的佳绩，在K2联赛期间球队的主场设在利川。
2010年赛季結束后，由於光州市和尚武的主场协议合同到期，2011年尚武队將主场迁到慶尚北道的尚州市，球队易名为尚州尚武。
2012年9月24日，由于该俱乐部不满意2011年11月份亚足联召开的足球会议商讨提出的2011年韩国K联赛假球事件，要勒令整改的9个指导方针。俱乐部总经理及执行领事向亚足联提出抗议并抵制2012年K联赛的季后赛以及下个赛季（2013年）的K联赛。故此，足协判决俱乐部从2012年K联赛季后赛的第1轮开始，所有比赛均判0-2负。因此失去了参加所有韩国足协举办的K联赛以及足总杯的资格。原因就是因为韓國國軍體育部隊的教练成员全都在2012年K联赛常规赛结束后，未通知韩国足协就把主场搬迁至聞慶市。
由于2021赛季起，尚州尚武将搬迁至庆尚北道金泉市，根据韩国足协规定，无论2020赛季K1联赛成绩如何，尚武都将于次年降级至K2联赛。最终尚州尚武以2020赛季K1联赛殿军的成绩暂别顶级联赛，这也是该队2003年重新参加职业联赛以来的最佳战绩。
2021赛季K2联赛，更名后的金泉尚武成绩低开高走，最终以冠军成绩重返K1联赛，但在2022赛季後降级至K2联赛。
2023赛季，金泉尚武再夺K2联赛冠军，并回归顶级联赛。

## 俱乐部荣誉

### 预备队
- 韩国国家联赛 亚军: 1次

2003年

### 业余联赛
- 韩国总统杯 冠军: 1次

1984年
- 韩国足球冠军赛 冠军: 1次

1996年